# Basket League 2023-2024
La Basket League 2023-2024 è stata l'84ª edizione del massimo campionato greco di pallacanestro maschile.

## Regular season
|     | Squadra          | G  | V  | P  | PF   | PS   | Diff. | Pt. | SD  | Qualificazione      |
| --- | ---------------- | -- | -- | -- | ---- | ---- | ----- | --- | --- | ------------------- |
| 1.  | Panathīnaïkos    | 22 | 21 | 1  | 1892 | 1523 | +369  | 43  |     | Poule scudetto      |
| 2.  | Olympiakos       | 22 | 20 | 2  | 1872 | 1496 | +376  | 42  |     | Poule scudetto      |
| 3.  | Peristeri        | 22 | 15 | 7  | 1810 | 1626 | +184  | 37  |     | Poule scudetto      |
| 4.  | Promitheas       | 22 | 13 | 9  | 1839 | 1774 | +65   | 34  | 2-0 | Poule scudetto      |
| 5.  | Aris Salonicco   | 22 | 12 | 10 | 1680 | 1666 | +14   | 34  | 0-2 | Poule scudetto      |
| 6.  | Kolossos Rodi    | 22 | 9  | 13 | 1802 | 1861 | -59   | 31  | +4  | Poule scudetto      |
| 7.  | AEK Atene        | 22 | 9  | 13 | 1910 | 1898 | +12   | 31  | -4  | Poule retrocessione |
| 8.  | Lavrio           | 22 | 8  | 14 | 1657 | 1852 | -195  | 30  | +9  | Poule retrocessione |
| 9.  | PAOK Salonicco   | 22 | 8  | 14 | 1617 | 1764 | -147  | 30  | -9  | Poule retrocessione |
| 10. | Maroussi         | 22 | 7  | 15 | 1802 | 1921 | -119  | 29  | +3  | Poule retrocessione |
| 11. | Karditsas        | 22 | 7  | 15 | 1650 | 1761 | -111  | 29  | -3  | Poule retrocessione |
| 12. | Apollon Patrasso | 22 | 3  | 19 | 1460 | 1848 | -388  | 25  |     | Poule retrocessione |

## Seconda fase

### Poule play-off
| Pos | Squadra                | G  | V  | P  | GF   | GS   | DG   | %    | Qualificazione o retrocessione |
| --- | ---------------------- | -- | -- | -- | ---- | ---- | ---- | ---- | ------------------------------ |
| 1   | Panathīnaïkos AKTOR    | 27 | 26 | 1  | 2311 | 1906 | +405 | ,963 | Qualificate ai play-off        |
| 2   | Olympiakos             | 27 | 24 | 3  | 2299 | 1868 | +431 | ,889 | Qualificate ai play-off        |
| 3   | Peristeri bwin         | 27 | 16 | 11 | 2246 | 2076 | +170 | ,593 | Qualificate ai play-off        |
| 4   | Promitheas Patrasso    | 27 | 16 | 11 | 2264 | 2160 | +104 | ,593 | Qualificate ai play-off        |
| 5   | Aris Midea             | 27 | 13 | 14 | 2018 | 2059 | −41  | ,481 | Qualificate ai play-off        |
| 6   | Kolossos Rodi H Hotels | 27 | 10 | 17 | 2174 | 2294 | −120 | ,370 | Qualificate ai play-off        |

### Poule retrocessione
| Pos | Squadra                | G  | V  | P  | GF   | GS   | DG   | %    | Qualificazione o retrocessione |
| --- | ---------------------- | -- | -- | -- | ---- | ---- | ---- | ---- | ------------------------------ |
| 1   | AEK Betsson            | 27 | 12 | 15 | 2355 | 2311 | +44  | ,444 | Qualificate ai play-off        |
| 2   | PAOK mateco            | 27 | 11 | 16 | 2042 | 2147 | −105 | ,407 | Qualificate ai play-off        |
| 3   | Maroussi               | 27 | 10 | 17 | 2207 | 2305 | −98  | ,370 |                                |
| 4   | Karditsas              | 27 | 10 | 17 | 2061 | 2171 | −110 | ,370 |                                |
| 5   | Lavrio Megabolt        | 27 | 10 | 17 | 2081 | 2288 | −207 | ,370 |                                |
| 6   | Apollon Patrasso Carna | 27 | 4  | 23 | 1818 | 2291 | −473 | ,148 | Rotrocessa in A2 Basket League |

## Playoff

### Tabellone
|  | Quarti di finale | Quarti di finale | Quarti di finale | Quarti di finale | Quarti di finale |  |  | Semifinali | Semifinali     | Semifinali     | Semifinali | Semifinali |    |    | Finale          | Finale          | Finale          | Finale          | Finale          | Finale          | Finale          |  |
|  |                  |                  |                  |                  |                  |  |  |            |                |                |            |            |    |    |                 |                 |                 |                 |                 |                 |                 |  |
|  | 1                | Panathīnaïkos    | Panathīnaïkos    | 84               | 99               |  |  |            |                |                |            |            |    |    |                 |                 |                 |                 |                 |                 |                 |  |
|  | 8                | PAOK Salonicco   | PAOK Salonicco   | 66               | 96               |  |  | 1          | Panathīnaïkos  | Panathīnaïkos  | 89         | 80         |    |    |                 |                 |                 |                 |                 |                 |                 |  |
|  | 4                | Promitheas       | 79               | 85               | 87               |  |  | 5          | Aris Salonicco | Aris Salonicco | 71         | 65         |    |    |                 |                 |                 |                 |                 |                 |                 |  |
|  | 5                | Aris Salonicco   | 60               | 89               | 88               |  |  |            |                |                |            |            |    |    | 1               | Panathīnaïkos   | 84              | 86              | 83              | 88              | 87              |  |
|  | 2                | Olympiakos       | Olympiakos       | 92               | 100              |  |  |            |                | 2              | Olympiakos | 89         | 92 | 76 | 85              | 82              |                 |                 |                 |                 |                 |  |
|  | 7                | AEK Atene        | AEK Atene        | 75               | 68               |  |  | 2          | Olympiakos     | Olympiakos     | 83         | 84         |    |    |                 |                 |                 |                 |                 |                 |                 |  |
|  | 3                | Peristeri        | Peristeri        | 79               | 88               |  |  | 3          | Peristeri      | Peristeri      | 72         | 71         |    |    |                 |                 |                 |                 |                 |                 |                 |  |
|  | 6                | Kolossos Rodi    | Kolossos Rodi    | 63               | 86               |  |  |            |                |                |            |            |    |    | Finale 3º posto | Finale 3º posto | Finale 3º posto | Finale 3º posto | Finale 3º posto | Finale 3º posto | Finale 3º posto |  |
|  |                  |                  |                  |                  |                  |  |  |            |                |                |            |            |    |    |                 |                 |                 |                 |                 |                 |                 |  |
|  |                  |                  |                  |                  |                  |  |  |            |                |                |            |            |    |    | 3               | Peristeri       | Peristeri       | Peristeri       | Peristeri       | Peristeri       | 75              |  |
|  |                  |                  |                  |                  |                  |  |  |            |                |                |            |            |    |    | 5               | Aris Salonicco  | Aris Salonicco  | Aris Salonicco  | Aris Salonicco  | Aris Salonicco  | 71              |  |

## Premi e riconoscimenti
- A1 Ethniki MVP:  Kōstas Sloukas, Panathīnaïkos
- A1 Ethniki MVP finali:  Kōstas Sloukas, Panathīnaïkos
- A1 Ethniki allenatore dell'anno:  Ergin Ataman, Panathīnaïkos
- A1 Ethniki Difensore dell'anno:  Jerian Grant, Panathīnaïkos
- A1 Ethniki miglior giovane:  Neoklīs Avdalas, Karditsas
- Giocatore più popolare:  Kendrick Nunn, Panathīnaïkos
- Giocatore più migliorato:  Vasilīs Toliopoulos, Aris Salonicco
- Giocatore più spettacolare:  Mathias Lessort, Panathīnaïkos
- Quintetto ideale della A1 Ethniki:
  -  Kōstas Sloukas, Panathīnaïkos
  -  Kendrick Nunn, Panathīnaïkos
  -  Kōstas Papanikolaou, Olympiakos
  -  Alec Peters, Olympiakos
  -  Mathias Lessort, Panathīnaïkos